# Ambiente construido

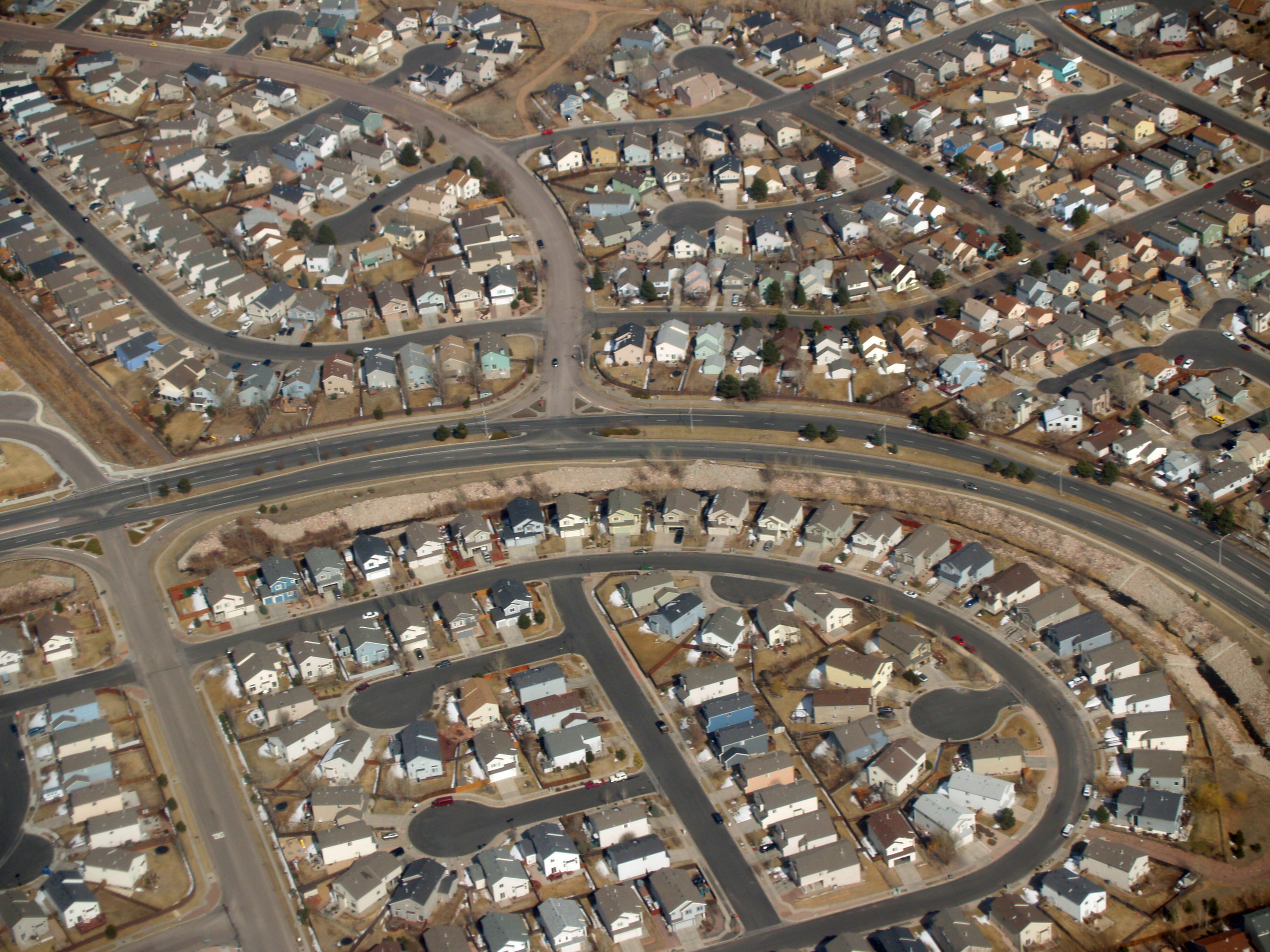
Parte del ambiente construido. Zona suburbana, casas en serie en Colorado Springs, Colorado.

Modelo biogeográfico para el estudio del ambiente construido (Tecno-sistemas). Ecosistemas y tecnosistemas. Fuente: Marín-Vanegas (2024).

En las ciencias sociales, el término ambiente construido (built environment en inglés) se refiere a los espacios modificados por el ser humano que proporcionan el escenario para sus actividades diarias, que van en escala desde edificios y parques o áreas verdes, hasta vecindarios y ciudades. Suelen incluir infraestructuras de apoyo como los sistemas de agua potable, redes de energía eléctrica e infraestructuras de transporte. El ambiente construido es un material, producto espacial y cultural del trabajo humano que combina elementos físicos y de energía para vivir, trabajar y jugar. Se ha definido como “el espacio hecho por el hombre en el que las personas viven, trabajan y se recrean en el día a día”. El “ambiente construido abarca lugares y espacios creados o modificados por la gente, como edificios, parques y sistemas de transporte”. En los últimos años, la investigación en salud pública ha ampliado la definición de "ambiente construido" para incluir el acceso a alimentos saludables, huertos urbanos, otorgándole prioridad al “peatón", y al “ciclista”, razón que se incluye en el desarrollo sostenible en favor al crecimiento inteligente.
El ambiente construido, para el caso humano, es todo sistema producido a través de la técnica y la tecnología humana, o dígase, sistemas tecnológicos (tecnosistemas): estos sistemas se encuentran en diversos niveles o escalas, por ejemplo, partiendo desde un objeto o elemento como lo es un material, hasta los componentes de una edificación como lo son los cerramientos, e incluso, abarcando los proyectos de infraestructura y las ciudades consideradas como los sistemas tecnológicos más grandes construidos por el humano. Los sistemas tecnológicos del ambiente construido hacen parte de los sistemas ecológicos, o dígase ecosistemas, del ambiente natural, y tienen intercambios de recursos con estos: flujos de materia, energía e información. Asimismo, para el ambiente construido "existen escalas temporales correspondientes a las escalas espaciales: días-años ―objetos y organismos―, años-décadas ―viviendas y construcciones―, décadas-siglos ―hábitats y barrios―, siglos-milenios ―pueblos y ciudades―, milenios ―metrópolis y regiones, o territorios y subcontinentes― y eras ―tecnosfera y ecosfera―."
Estas propuestas epistemológicas de Marín y otros construyen sobre los trabajos de ecología como los de Zev Naveh en los 2000, sobre los tecnoecosistemas, que Eugene P. Odum y Gary W. Barrett categorizaron como "un caso especial de los ecosistemas" observable en las poblaciones humanas, tal y como se definen y explican en el libro La visión sistémica del ambiente construido.

## Historia
Los primeros conceptos de ambiente construido se introdujeron hace miles de años. Hipodamo de Mileto, conocido como “el padre de la planificación urbana”, desarrolló ciudades griegas desde el año 498 a. C. hasta el año 408 a. C. creando una retícula cuadrada con la que se zonificaron las ciudades. Estos primeros planes de ciudad, eventualmente dieron lugar al movimiento de la Ciudad Bella a finales de 1800s y principios de 1900s, inspirado por Daniel Hudson Burnham, un reformista del movimiento progresivo que promovió activamente “una reforma del paisaje en conjunto con el cambio político”. El esfuerzo fue en colaboración con otras personas que creían que el embellecimiento de las ciudades Americanas mejoraría la moral y fomentaría que la clase alta gastara su dinero dentro de las ciudades. Este proceso de embellecimiento no sólo se dio dentro del diseño de parques sino dentro del diseño arquitectónico.

## Ambiente moderno construido
Actualmente entornos construidos se utilizan normalmente para referirse el campo interdisciplinario que aborda el diseño, la construcción, la gestión y el uso de estos entornos artificiales como un todo interrelacionado, así como su relación con las actividades humanas en el tiempo (en lugar de un elemento en particular en forma aislada o en un solo momento en el tiempo). El campo en general, no se considera como una profesión tradicional o disciplina académica por derecho propio, está basada en áreas como la economía, el derecho, la política pública, la salud pública, la gestión, la geografía, el diseño, la tecnología y la sostenibilidad ambiental. Dentro del campo de la salud pública, a los ambientes construidos se les conoce como edificios o zonas renovadoras en un esfuerzo por mejorar la comunidad de bienestar a través de la construcción de la “estética, mejora en la salud, y ambientalmente la mejoría de paisajes y estructuras de vida”. Por ejemplo; un grupo de usuarios de bosques comunitarios en Nepal es una institución multidimensional, que dota de bienes y servicios a las comunidades a través de la gestión de los recursos naturales.

## Salud pública
En materia de salud pública, el medio ambiente construido se refiere a entornos físicos que están diseñados pensando en la salud y el bienestar como parte integral de las comunidades. Investigaciones han indicado que la forma en la que son diseñados los vecindarios, puede afectar la actividad física y la salud mental de las personas que viven en dichas comunidades. Se ha visto en estudios que los ambientes construidos que fueron diseñados para mejorar la actividad física, están vinculados a índices más altos de actividad física, que a su vez, afectan positivamente a la salud.

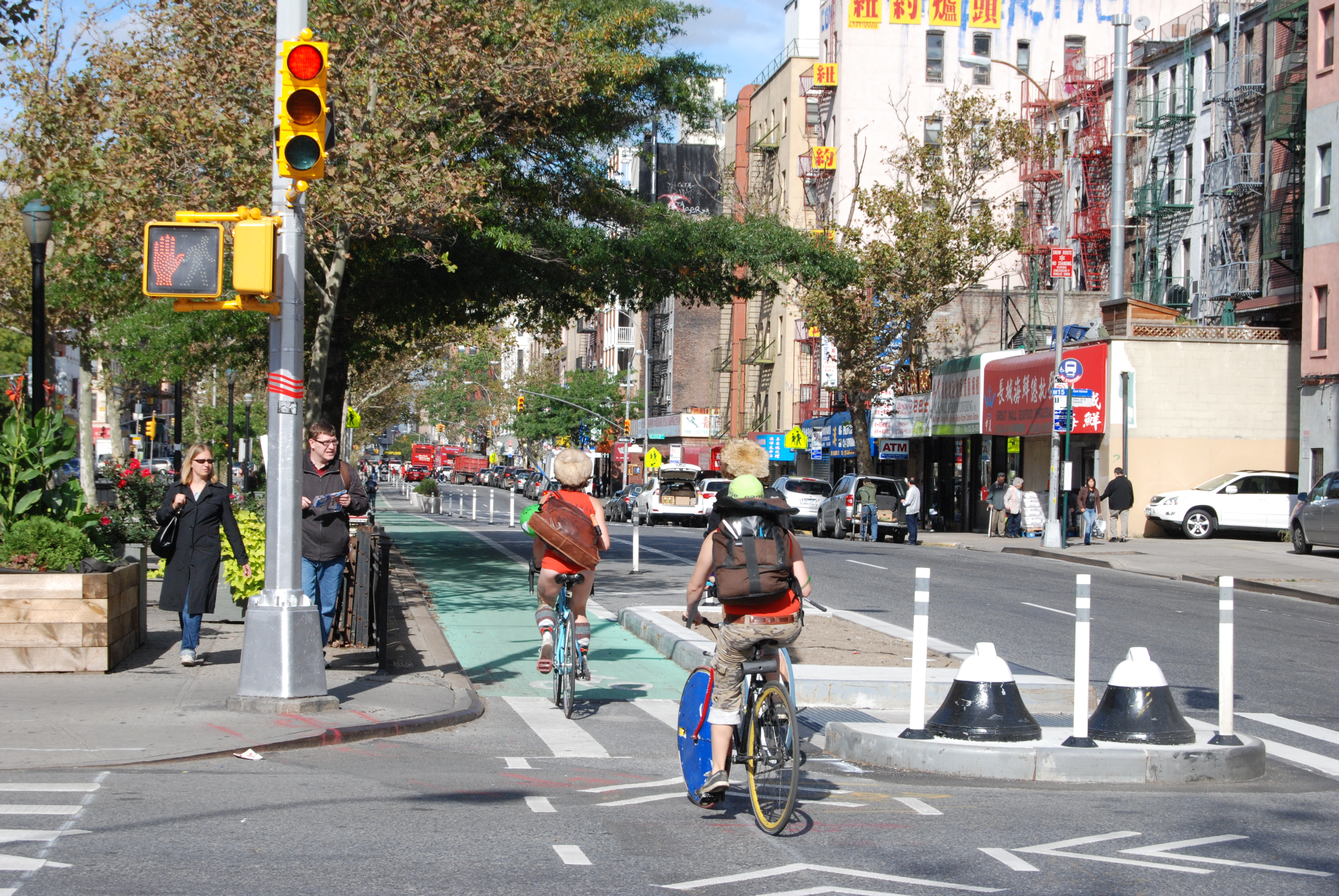
Una ciclovía separada en la ciudad de Nueva York.

Los barrios más caminables tienen menores tasas de obesidad, así como el aumento de la actividad física entre sus residentes. También tienen menores tasas de depresión, mayor capital social, y menos abuso de alcohol. Las características de los vecindarios caminables es que son seguros, pues incluyen la construcción de banquetas, así como circulaciones especiales para caminar. Además, un vecindario caminable, es percibido como aquel que tiene banquetas y circulaciones en buen estado, que se correlacionan con mayores tasas de actividad física.
Las evaluaciones de transitabilidad se han completado mediante el uso de programas de GIS. Uno de los programas, Street Smart Walk Score (enlace roto disponible en Internet Archive; véase el historial, la primera versión y la última)., es una herramienta de evaluación de transitabilidad que determina las distancias a tiendas de alimentos y otros servicios, así como la conectividad y la frecuencia de intersección utilizando direcciones en específico. Programas como Street Smart Walk Score pueden ser utilizados por los departamentos de planificación de las ciudades y condados para mejorar la transitabilidad existente de las comunidades.

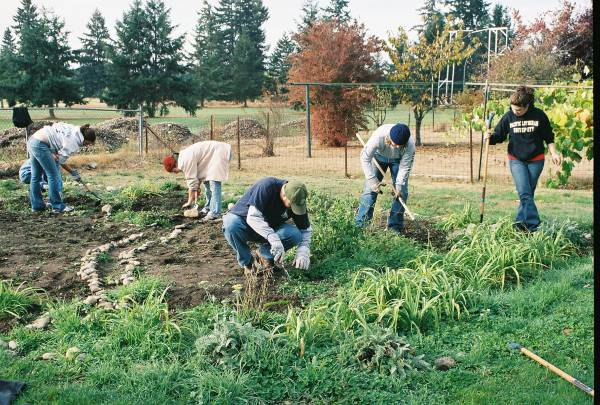
Un huerto comunitario en Montreal, Canadá

La salud pública también se ocupa de los componentes adicionales en los entornos construidos, incluyendo el uso de “bicicletas” y el acceso a los alimentos saludables, tales como la proximidad a las tiendas de comestibles y jardines comunitarios. El uso de bicicletas se refiera a que se debe de garantizar el acceso a los servicios a través de múltiples ciclovías. Ambas, circulaciones para peatones y para ciclistas son determinantes para el desarrollo de actividad física en los vecindarios.
El acceso a una alimentación sana es también un componente importante del ambiente construido. Una mayor densidad de tiendas de conveniencia se han asociado con la obesidad en los niños. En contraste, un mejor acceso a los supermercados de la comunidad y los mercados de agricultores se correlaciona con un menor índice de sobrepreso. Especialmente en barrios en los que sus habitantes perciben un bajo ingreso, la presencia de un supermercado local se correlaciona con un menor IMC/ Índice de masa corporal. Los jardines comunitarios también se consideran una parte del entorno construido, y se ha demostrado que aumentan la ingesta de frutas y verduras entre los habitantes. Los especialistas dicen que los jardines comunitarios también han demostrado tener efectos sociales y psicológicos positivos que conducen a niveles más bajos de estrés, hipertensión, y una mayor sensación de bienestar, lo que afecta la salud general del individuo y de la comunidad.
La intersección de la salud pública con otras disciplinas es evidente en el proceso de diseño de ambientes construidos que incluye la planificación ambiental, el desarrollo de políticas y la planificación del uso de suelo. Investigaciones sugieren que las personas son más activas en las comunidades de uso mixto o aquellas que incorporan áreas comerciales y residenciales densamente pobladas, así como aquellos con buena conectividad. Aquellos que prefieren vivir en ambientes transitables a menudo tienen tasas de obesidad más bajas y conducen menos, sobre los que prefieren vivir en ambientes que dependen del automóvil. La evidente necesidad por reducir el problema de la obesidad a través del medio ambiente ha sido destacada por el Centro de Control de Enfermedades en sus medidas comunitarias por la prevención de la obesidad, que incluye medidas de acceso a los alimentos saludables y a los ambientes en los cuales se pueda realizar actividad física.

## Arquitectura del paisaje
En la arquitectura paisajista, el ambiente construido se entiende como el paisaje hecho por el hombre a diferencia del medio ambiente natural; por ejemplo, un parque de la ciudad es un ambiente construido.[cita requerida]

## Lectura adicional
- Marín-Vanegas (ed.) (2024). La visión sistémica del ambiente construido: una metodología transdisciplinar para la ecología humana y el aprendizaje interdisciplinar del diseño de intervención del hábitat. Bogotá: Editorial Aula de Humanidades.
- Richard J. Jackson, Andrew L. Dannenberg, and Howard Frumkin. (2013) "Health and the Built Environment: 10 Years After". American Journal of Public Health. Vol. 103, N.º 9, pp. 1542-1544.
- Leyden, Kevin M. (2003). “Social Capital and the Built Environment: The Importance of Walkable Neighborhoods.” American Journal of Public Health. Volume 93: 1546-1551
- Jeb Brugmann, Welcome to the urban revolution: how cities are changing the world, Bloomsbury Press, 2009
- Jane Jacobs, The Death and Life of Great American Cities, Random House, Nueva York, 1961
- Andrew Knight & Les Ruddock, Advanced Research Methods in the Built Environment, Wiley-Blackwell 2008
- Paul Chynoweth, The Built Environment Interdiscipline: A Theoretical Model for Decision Makers in Research and Teaching, Proceedings of the CIB Working Commission (W089) Building Education and Research Conference, Kowloon Sangri-La Hotel, Hong Kong, 10 - 13 de abril de 2006.
- Richard J. Jackson with Stacy Sinclair, Designing Healthy Communities, Jossey-Bass, San Francisco, 2012
- Russell P. Lopez, The Built Environment and Public Health, Jossey-Bass, San Francisco, 2012